# Flagge Thüringens

Flagge Thüringens

Landesdienstflagge

Die Flagge Thüringens besteht aus einer weiß-roten Bikolore. Die Landesdienstflagge trägt zusätzlich das Thüringer Landeswappen in der Mitte. Das Wappen zeigt einen rot-weiß gestreiften Löwen auf blauem Schild, umgeben von acht weißen sechszackigen Sternen.

## Geschichte
Nachdem aus dem Zusammenschluss der sieben Volks- beziehungsweise Freistaaten Sachsen-Weimar-Eisenach, Sachsen-Gotha (ohne Coburg, dieses schloss sich Bayern an), Sachsen-Altenburg, Sachsen-Meiningen, Volksstaat Reuß, Schwarzburg-Rudolstadt und Schwarzburg-Sondershausen das Land Thüringen im Jahre 1920 entstand, nahm man in jenem Jahr als Flagge eine weiß-rote Bikolore mit einem Wappen in der Mitte an. Das Wappen in der Mitte zeigte sieben sechszackige Sterne auf einem roten Schild, welche die ehemaligen Volks- beziehungsweise Freistaaten repräsentieren und das damalige Landeswappen darstellten.
Nach der Eingliederung von preußischen Territorien (Regierungsbezirk Erfurt) nahm das Land Thüringen im Jahre 1945 ein anderes Wappen an, welches nun einen goldenen Löwen, umringt von acht sechszackigen Sternen zeigt. Ein Stern ist für die preußischen Gebiete ergänzt worden. Bis zur Auflösung der Länder im Jahre 1952 behielt die DDR die Flagge bei. Nachdem Thüringen 1990 wiedergegründet wurde, wurde die weiß-rote Bikolore zur Flagge erklärt, jedoch mit kleinen Unterschieden im Wappen. Das Wappen zeigt nun einen rot-weiß gestreiften Löwen auf blauem Schild, umgeben von acht weißen sechszackigen Sternen.

## Beflaggung im Freistaat Thüringen
Gemäß der Thüringer Verordnung über die Beflaggung öffentlicher Dienstgebäude werden diese an den folgenden Tagen beflaggt. Dienstgebäude der obersten Landesbehörden, wie beispielsweise Ministerien, werden täglich beflaggt.
- 27. Januar: Tag des Gedenkens an die Opfer des Nationalsozialismus
- 1. Mai: Tag der Arbeit
- 9. Mai: Europatag
- 23. Mai: Jahrestag der Verkündung des Grundgesetzes
- 17. Juni: Jahrestag des Volksaufstandes in der ehemaligen Deutschen Demokratischen Republik
- 20. Juli:  Tag des Gedenkens an die Männer und Frauen der deutschen Widerstandsbewegung gegen den Nationalsozialismus
- 3. Oktober: Tag der Deutschen Einheit
- 25. Oktober: Tag der Verfassung des Freistaats Thüringen und des Thüringer Landtags
- zweiter Sonntag vor dem ersten Advent: Volkstrauertag
- an den Tagen allgemeiner Wahlen (Bundestags-, Landtags- und Kommunalwahlen sowie Wahlen zum Europäischen Parlament)

Am Tag des Gedenkens an die Opfer des Nationalsozialismus und am Volkstrauertag ist halbmast zu flaggen.